# Eupithecia tendicularis
Eupithecia tendicularis är en fjärilsart som beskrevs av Franz Dannehl 1933. Eupithecia tendicularis ingår i släktet Eupithecia och familjen mätare. Inga underarter finns listade i Catalogue of Life.